# Simfonia núm. 18 (Mozart)
La Simfonia núm. 18 en fa major, K. 130, és una composició de Wolfgang Amadeus Mozart acabada el maig de 1772; fou la darrera d'una sèrie de tres simfonies compostes quan tenia setze anys.
La simfonia està escrita per a dues flautes, quatre trompes i corda. No hi ha oboès en aquesta simfonia, ja que van ser reemplaçats per les flautes i és el primer cop que Mozart feia aquest canvi. També usa un segon parell de trompes en el primer i segon moviment, la qual cosa és una instrumentació poc habitual en la seva producció musical.
L'obra consta de quatre moviments:
1. Allegro, en compàs 4/4.
2. Andantino grazioso, en compàs 3/8.
3. Menuetto & Trio, en compàs 3/4.
4. Allegro molto, en compàs 4/4.